# 日本地理學會
日本地理學會（日语：日本地理学会，にっぽんちりがっかい）是日本的一家學會，從事有關地理學的調查和研究。會員數約有3,000人。

## 历史
學會設立於1925年，在2005年改制為社團法人。總部位於東京都文京區彌生的學會中心大樓內。日本地理學會每年在春季和秋季舉辦兩次大會，並且發行名為地理學評論的學術期刊。

## 外部連結
- 公益社団法人日本地理学会 （页面存档备份，存于）
- 日本地理学会 （页面存档备份，存于） - Twitter